# Mikroutlenianie
Mikroutlenianie – proces wykorzystywany w produkcji czerwonego wina, polegający na dozowaniu mikroskopijnych ilości tlenu do zbiorników z winem.  
Mikroutlenianie jest techniką przyspieszania dojrzewania wina, stosowaną w przypadku win o wysokiej zawartości garbników. Niewielkie ilości tlenu są wprowadzane za pośrednictwem porowatego ceramicznego zbiorniczka do kadzi, w których produkowane jest wino. Kontakt z tlenem powoduje utlenienie polifenoli i zmiękczenie tanin (garbników). Młode wina o wysokim poziomie tanin są dla wielu konsumentów zbyt cierpkie i wymagają długiego starzenia dla zaokrąglenia smaku. Proces mikroutleniania pozwala na szybkie wprowadzenie na rynek takich win, kosztem ograniczenia ich trwałości.
Technika mikroutleniania została wynaleziona w 1990 roku przez Francuza Patricka Ducourneau, wytwórcę z francuskiego regionu Madiran, znanego z długowiecznych win produkowanych ze szczepu tannat o bardzo wysokim poziomie garbników. 